# 兩少一寬
两少一宽，即中国共产党中央委员会1984年第5号和第6号红头文件中规定的：“对少数民族的犯罪分子要坚持‘少捕少杀’，在处理上要尽量从宽”。这是中华人民共和国曾经长期实行的少数民族刑事政策，虽然官方已不再使用此类措辞，至今仍然影響中国社会。
2010年7月中共中央宣传部、中共中央统一战线工作部、中华人民共和国国家民族事务委员会等三部委发布的《关于进一步开展民族团结进步创建活动的意见》中称：“坚持法律面前人人平等。凡属违法犯罪的，不论涉及哪个民族，都要坚决依法处理。”委婉地表达了要废止“两少一宽”政策的意见。“两少一宽”政策是以中共中央红头文件的形式向全党全国下达的；根据中共党内法规，中央宣传部、中央统战部是中央委员会的下级机构，其发布的意见无权废除上级机关的规定。

## 具體内容
1931年11月在江西瑞金由第一次全国苏维埃代表大会通过的《中华苏维埃共和国宪法大纲》明确标志着中国共产党和中国境内的少数民族已经结成了政治利益共同体。
1949年9月29日中国人民政治协商会议第一届全体会议通过的起临时宪法作用的《中国人民政治协商会议共同纲领》使中国共产党和中国少数民族之间的政治利益共同体关系得到强化。
1984年初，全国人大常委会委员长彭真在讲话中明确强调对于少数民族中的犯罪分子“在处理上一般要从宽”。随后中共中央根据其总书记胡耀邦的指示，在向全国下发的中央5号和6号红头文件中专门规定對少數民族中的犯罪分子要堅持「少捕少杀，尽量从宽处理。从宽处理包括刑事司法上的从宽和刑事立法上的从宽。在刑事司法上的从宽，包括刑事诉讼程序上从宽，定罪上从宽，量刑上从宽和刑罚执行上从宽。处理从宽包括刑事司法上的从宽和刑事立法上的从宽。在刑事司法上的从宽，包括刑事诉讼程序上从宽，定罪上从宽，量刑上从宽和刑罚执行上从宽」。
1984年，《中華人民共和國民族區域自治法》通過，再次確立了以少數民族利益為中心的民族區域自治制度。
2010年7月中共宣传部、中共统一战线工作部、中华人民共和国国家民族事务委员会三部委发布《关于进一步开展民族团结进步创建活动的意见》中称：“坚持法律面前人人平等。凡属违法犯罪的，不论涉及哪个民族，都要坚决依法处理。”委婉的表达了要废止“两少一宽”政策的意见。由于“两少一宽”政策是以中共中央的形式向全国下达的红头文件，根据法律规定，中共宣传部、统战部、国家民委是中共中央的下级机构，其发布的意见无权废除上级机关的规定。

## 呼吁取消
由中共中央宣傳部和統戰部、國家民委2010年7月9日發布的《關於進一步開展民族團結進步創建活動的意見》（页面存档备份，存于）稱，對於違法犯罪，不論涉及哪個民族，都要依法處理。這是自1984年中共在開始「嚴打」鬥爭後，基於體現國家對少數民族的优待政策，發布5號文件，要求「對少數民族中的犯罪分子，要少捕少殺，在處理上尽量從寬」的政策後，中共部委文件中首次呼吁各民族在法律面前应该一律平等。意見特別呼吁，要堅持法律面前人人平等。凡屬違法犯罪的，不論涉及哪個民族，都要依法處理。
部分少数民族人士也呼吁取消“两少一宽”政策，称“不能因为是少数民族，犯法了不抓，还说是国家优待政策。这会养成一些人的恶劣习惯，长大了就会成为犯罪分子。”
2014年，昆明火车站“3·01”暴力恐怖袭击事件发生之后，中国全国政协民族和宗教委员会主任、中共中央统战部原常务副部长朱维群认为法律实施因民族而异，这不符合法治国家的基本精神，世界上也没有哪个国家因民族差别而对法律的执行划出不同的杠杠。
香港《大公报》的评论也称，“两少一宽”出台后，政府处处照顾少数民族，给了很多好处、很多优待。但是，少数极端主义分子不仅不思感恩，反而在西方反华势力鼓动和支持下，变本加厉地闹事。地方政府官员受“拨乱反正”政策的束缚，往往右倾退让，企图“花钱买平安”。文章呼吁纠正“两少一宽”政策，取消不合理的照顾，禁止配带管制刀具，实行有限制的生育，取消降低录取分数线等不合理规定。

## 評價

### 正面評價
在1991年時有意見称，兩少一寬政策维护了中国共产党自土地革命时期开始和少数民族结成的政治统一战线，巩固了中国共产党的执政地位。两少一宽政策是中共中央领导集体民族宗教政策的重要组成部分，和毛泽东、邓小平的民族政策是一脉相承的。

### 負面評價
两少一宽政策违背“法律面前人人平等”的基本原则，造成民族间司法地位不平等，使得对于少数民族的刑事犯罪难以处理，同时造成对少数民族中守法分子的逆向淘汰，降低少数民族素质，使少数民族遭受“污名化”，加强民族间隔阂，最终起到了挑拨汉族和少数民族之间关系的作用。

## 外部連結
- 一个兵团二代的网文：告诉你真实的乌鲁木齐（页面存档备份，存于）